# گوستاف وینارت
گوستاف وینارت (انگلیسی: Gustaf Wejnarth؛ ۲۴ آوریل ۱۹۰۲ – ۲۲ آوریل ۱۹۹۰ (aged 87)) ورزشکار دو و میدانی اهل سوئد بود.
وی در مسابقات کشوری و بین‌المللی در مجموع برندهٔ ۱ مدال نقره شده‌است.